# Garbi: super bryka

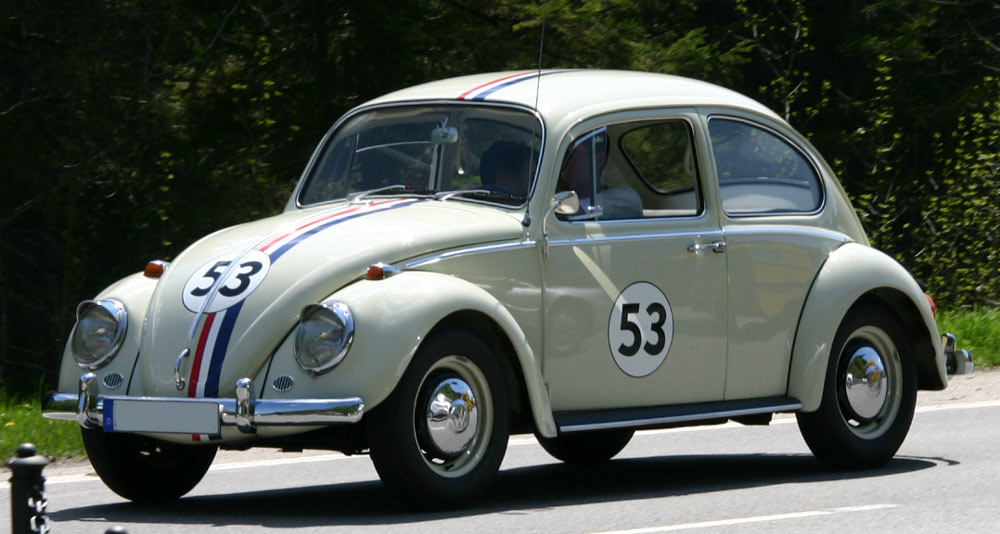
Garbi – tytułowy bohater filmu

Garbi: super bryka (ang. Herbie: Fully Loaded) – amerykański film komediowy z Lindsay Lohan w roli głównej. Film wyprodukował Walt Disney Pictures.

## Obsada
- Lindsay Lohan – Maggie Peyton
- Michael Keaton – Ray Peyton Sr.
- Matt Dillon – Trip Murphy
- Breckin Meyer – Ray Peyton Jr.
- Justin Long – Kevin
- Cheryl Hines – Sally
- Jimmi Simpson – Crash
- Jill Ritchie – Charisma
- Thomas Lennon – Larry Murphy
- Jeremy Roberts – Szalony Dave
- E.E. Bell – Beeman
- Peter Pasco – Juan Hernandez
- Mario Larraza – Miguel Hernandez

i inni